# 奧霍斯德阿瓜
奧霍斯德阿瓜（西班牙語：Ojos de Agua），是薩爾瓦多的城鎮，位於該國西北部，由查拉特南戈省負責管轄，面積34.12平方公里，海拔高度319米，2007年人口3,667，人口密度每平方公里107.47人。
14°3′N 89°4′W / 14.050°N 89.067°W